# Jbel Lahbib
Jbel Lahbib (en àrab جبل لحبيب, Jbal Laḥbīb; en amazic ⵊⴱⵍ ⵍⵃⴱⵉⴱ) és una comuna rural de la província de Tetuan, a la regió de Tànger-Tetuan-Al Hoceima, al Marroc. Segons el cens de 2014 tenia una població total de 3.780 persones.